# Bo Bendsneyder

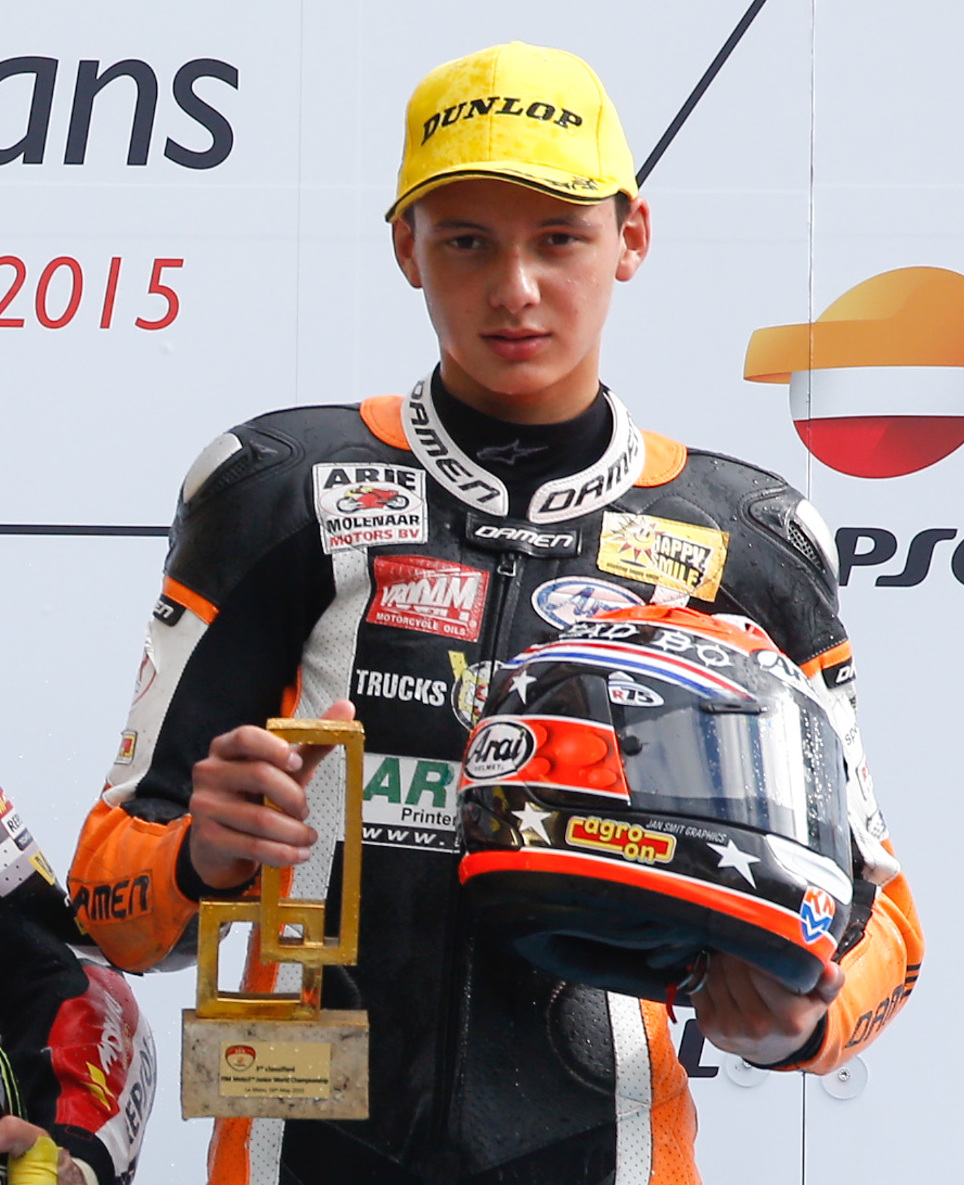
Bo Bendsneyder

Bo Bendsneyder, född 4 mars 1999 i Rotterdam, är en nederländsk roadracingförare. Han kör i Moto3-klassen i världsmästerskapen i Grand Prix Roadracing.

## Tävlingskarriär
Bendsneyder började tävla vid sex års ålder. Som ungdom tävlade både i Nederländerna och Tyskland och vann Moriwaki GP3 Junior Cup 2012 och 2013. Säsongen 2014 körde han Red Bull Rookies Cup och vann ett race på TT Circuit Assen. Han fortsatte i Red Bull 2015 och vann serien.
Segern i Red Bull Rookies Cup gav Bendsneyder ett kontrakt att säsongen 2016 köra en KTM i världsmästerskapet i Moto3 i det framstående teamet Red Bull KTM Ajo. Han började säsongen försiktigt men resultaten blev allt bättre och första pallplatsen kom när han blev trea i Storbritanniens Grand Prix.

## Framskjutna placeringar
Uppdaterad till 2016-10-31.
| \| Nr \| Grand Prix \| År \| \| -- \| -------------- \| ---- \| \| 1 \| Storbritannien \| 2016 \| \| 2 \| Malaysia \| 2016 \| |                |      |
| Nr | Grand Prix     | År   |
| 1 | Storbritannien | 2016 |
| 2 | Malaysia       | 2016 |